# 四条隆名
四条隆名（しじょう たかな、生年不明 - 元亨2年（1322年））は、鎌倉時代後期の公卿。別名は四条隆右、四条隆能。

## 官歴
- 正嘉2年（1258年）：従五位下
- 文永5年（1268年）：因幡守
- 弘安6年（1283年）：従五位上
- 正応元年（1288年）：正五位下
- 正応2年（1289年）：左衛門佐
- 正応3年（1290年）：従四位下
- 正応6年（1293年）：従四位上
- 永仁4年（1296年）：正四位下
- 延慶3年（1309年）：従三位
- 正和4年（1315年）：正三位

## 系譜
- 父：四条房名
- 兄：四条房衡
- 子：四条隆宗